# Псалом життю
Tell me not, in mournful numbers,

     Life is but an empty dream!—

For the soul is dead that slumbers,

     And things are not what they seem.

Life is real! Life is earnest!

     And the grave is not its goal;

Dust thou art, to dust returnest,

     Was not spoken of the soul.

Not enjoyment, and not sorrow,

     Is our destined end or way;

But to act, that each to-morrow

     Find us farther than to-day.

Art is long, and Time is fleeting,

     And our hearts, though stout and brave,

Still, like muffled drums, are beating

     Funeral marches to the grave.

In the world's broad field of battle,

     In the bivouac of Life,

Be not like dumb, driven cattle!

     Be a hero in the strife!

Trust no Future, howe'er pleasant!

     Let the dead Past bury its dead!

Act,—act in the living Present!

     Heart within, and God o'erhead!

Lives of great men all remind us

     We can make our lives sublime,

And, departing, leave behind us

     Footprints on the sands of time;

Footprints, that perhaps another,

     Sailing o'er life's solemn main,

A forlorn and shipwrecked brother,

     Seeing, shall take heart again.

Let us, then, be up and doing,

     With a heart for any fate;

Still achieving, still pursuing,

     Learn to labor and to wait.
«Псалом життю» (англ. A Psalm of Life) — вірш американського письменника Генрі Лонгфелло, який часто подається із підзаголовком: «Що сказало серце юнака псалмистові» (англ. What the Heart of the Young Man Said to the Psalmist).

## Створення та історія видання
Генрі Лонгфелло написав цього вірша невдовзі після завершення лекцій про німецького письменника Йоганн Вольфганг фон Гете, який його дуже вразив. Поетичне натхнення було також результатом щиросердечної розмови із Корнеліусом Конвеєм Фелтоном, його другом та співробітником, теж професором Гарвардського університету. Удвох вони провели вечір, «говорячи про речі, що близькі душі — і як відважно триматися у життєвій боротьбі: і як отримувати найкраще з можливого». Наступного дня він написав «Псалом життю». Натхненням для нього стала і смерть його першої дружити, Мері Сторере Поттер (англ. Mary Storer Potter), він намагався переконати себе, що треба бути готовим «все знести» (англ. a heart for any fate).
Вірш було вперше опубліковано у жовтні 1838 року в номері журналу The Knickerbocker, хоча твір було підписано за авторства «L.». Генрі обіцяли 5 доларів за нього, але він так і не отримав винагороди. Первинна публікація також містила дещо змінену цитату Річарда Крешо як епіграму: «Життя буде насилати / випробовування до самого кінця / Як зустрінешся, скажи: „Прошу, друзі“» (англ. Life that shall send / A challenge to its end, / And when it comes, say, 'Welcome, friend'.). «Псалом життю» та інші ранні поеми, включаючи «Сільський коваль» та «Падіння Геспера», було зібрано та опубліковано як «Голоси ночі» (англ. Voices of the Night) 1839 року. Збірка коштувала 75 центів і до 1842 року шість разів перевидавалася.
Літом 1838 року Лонгфелло написав вірш «Світло зірок» (англ. The Light of Stars), який він назвав «Другим псалмом життю». Його вірш 1839 року, «Кроки ангелів» (англ. Footsteps of Angels), на яку його надихнула смерть дружини, також називалася «Голоси ночі: Третій псалом життю» (англ. Voices of the Night: A Third Psalm of Life). Інший твір, вміщений у збірці «Голоси ночі», із назвою «Жнець та квіти» (англ. The Reaper and the Flowers), первинно мав підзаголовок: «Псалом смерті» (англ. A Psalm of Death).

## Аналіз
Вірш, написаний зі схемою римування ABAB, щоб надихнути читачів жити активно, не оплакувати минуле і не приймати майбутнє як даність. Повчальний тон підкреслено енергійною стопою і частими вигуками. Відповідаючи на запитання читача щодо вірша у 1879 році, Лонгфелло сам підсумував, що твір був «розшифровкою моїх думок та почуттів на момент написання, і переконання, що там виражено, що Життя — це щось більше, аніж марний сон». Річард Генрі Стоддард визначив тему вірша як «урок витримки».
Лонгфелло написав «Псалом життю» на початку періоду, коли він зацікавився юдеями, захоплення якими було особливо сильним у 1840-х та 1850-х роках. Конкретніше, його цікавили американські версії чи американські відгуки на єврейські історії. Найбільш значимим твором поета цього періоду є «Єврейське кладовище у Ньюпорті» (англ. The Jewish Cemetery at Newport), на створення якого його надихнуло кладовище Тоуро у Ньюпорт (Род-Айленд)Ньюпорті, Род-Айленд.
Вплив Гете був такий помітний, що 1854 року знайомий англієць зауважив, що «Псалом життю» є просто перекладом. Лонгфелло заперечив це, але визнав, що Гете міг дещо надихнути його, оскільки він писав вірш «на початку мого життя поетичного, коли тисячі пісень дзвеніли у моїх вухах; і безперечно багато відлунь та натяків у них можна знайти. Приймемо цей факт як є».

## Відгуки
«Псалом життю» став популярним віршем і часто цитувався, що дало підстави Чарльзу Келхуну (англ. Charles Calhoun), біографу Лонгфелло, вважати, що твір став культурним артефактом. Серед рядків, що часто цитують, є «Власний слід в пісках часу». 1850 року Лонгфелло записав у свій щоденник, що він був радий почути цей рядок у проповіді, хоча засмутився, коли ніхто із члені зібрання не зміг упізнати джерело. Незабаром після смерті поета, його біограф Ерік С. Робертсон (англ. Eric S. Robertson) зауважив, що «„Псалом життю“ — видатний вірш чи ні — проникав прямо до сердець людей, і знаходив відгук у них. З американських кафедр, правих і лівих, проповідники говорили людям про нього, і він навіть став виконуватися як псалом у церквах». Вірш перекладено різними мовами, включаючи санскрит. Йосиф Мазл переклав вірш, а також інші твори із пізнішої збірки Лонгфелло «Розповіді придорожнього готелю» (англ. Tales of a Wayside Inn), на іврит.
Келхун також відзначив, що «Псалом життю» став твором, який часто вивчали напам'ять і часто висміювали, із закінченням, яке відображало «Вікторіанські веселощі у своєму найгіршому прояві». Сучасні критики відкинули його «підсолоджену пігулку», яка оспівувала фальшиве відчуття безпеки. Зафіксовано історію, що один чоловік сказав Лонгфелло, що зношена, переписана від руки копія його твору «Псалом життю» врятувала його від самогубства. Роберт Л. Ґейл (англ. Robert L. Gale), дослідник Лонгфелло, назвав вірш «найбільш популярним віршем англійською мовою». Едвін Арлінгтон Робінсон, прихильник Лонгфелло, ймовірно саме про цей вірш він згадує у «Баладі біля вогню» (англ. Ballade by the Fire) рядком: «Зведися, моя душе» (англ. "Be up, my soul"). Незважаючи на зменшення ваги репутації Лонгфелло серед сучасних читачів та критиків, «Псалом життю» залишається одним із небагатьох його віршів, які досі включаються до антологій.

## Переклади українською
Серед перекладачів цього твору є Василь Мисик, Євген Сверстюк, Валерій Кикоть та інші.
| «Псалом життю» (уривок із перекладу Василя Мисика) | «Псалом життю» (уривок із перекладу Євгена Сверстюка) | «Псалом життя» (уривок із перекладу Валерія Кикотя) |
| Не жалій, співаче віщий, Що життя мине, як сон. Сон душі — це смерть; є вищий У житті твоїм закон. Глянь у суть — і сам розсудиш, Що не смерть йому вінець. «Прах єси — і прахом будеш» - Не про душу рік Творець. (…) Встань — і нумо до роботи! Будь готовий все знести, Все стерпіти, все збороти I пробитись до мети! | Не співай на одній ноті «Що життя — лиш сон і тлін». Мертвий дух — лише в дрімоті. Видамість. А суть не в тім. Бо життя — то річ поважна. Гріб — не ціль. І не спіши… «Прах єси і в прах повернеш» — Не стосується душі. (…) Нумо ж серцем безоглядним На шлях чину і шукань. Наполегливо і владно Вчись! для праці. І чекань. | Не тлумач в скорботних числах, Що життя — порожній сон, Бо в речах — незнані смисли, В дрімоті — душевний скон. Життя — справжнє, життя — чесне, Й гріб не є його мета. «Порох є і в порох скресне», Не про душу мова та. (…) То ж збадьоримось для праці. Через бурі лихоліть, Через марево стагнацій Вчись трудитись і терпіть. |